# Mounana

Mounana é a terceira maior cidade da província de Haut-Ogooué, no Gabão. No último censo realizado em 1993 possuía 6.372 habitantes.
De 1958 até os anos noventa, a cidade foi um grande centro de mineração de urânio. Com o fechamento da mina a atividade principal passou a ser a agricultura.